# National Audubon Society

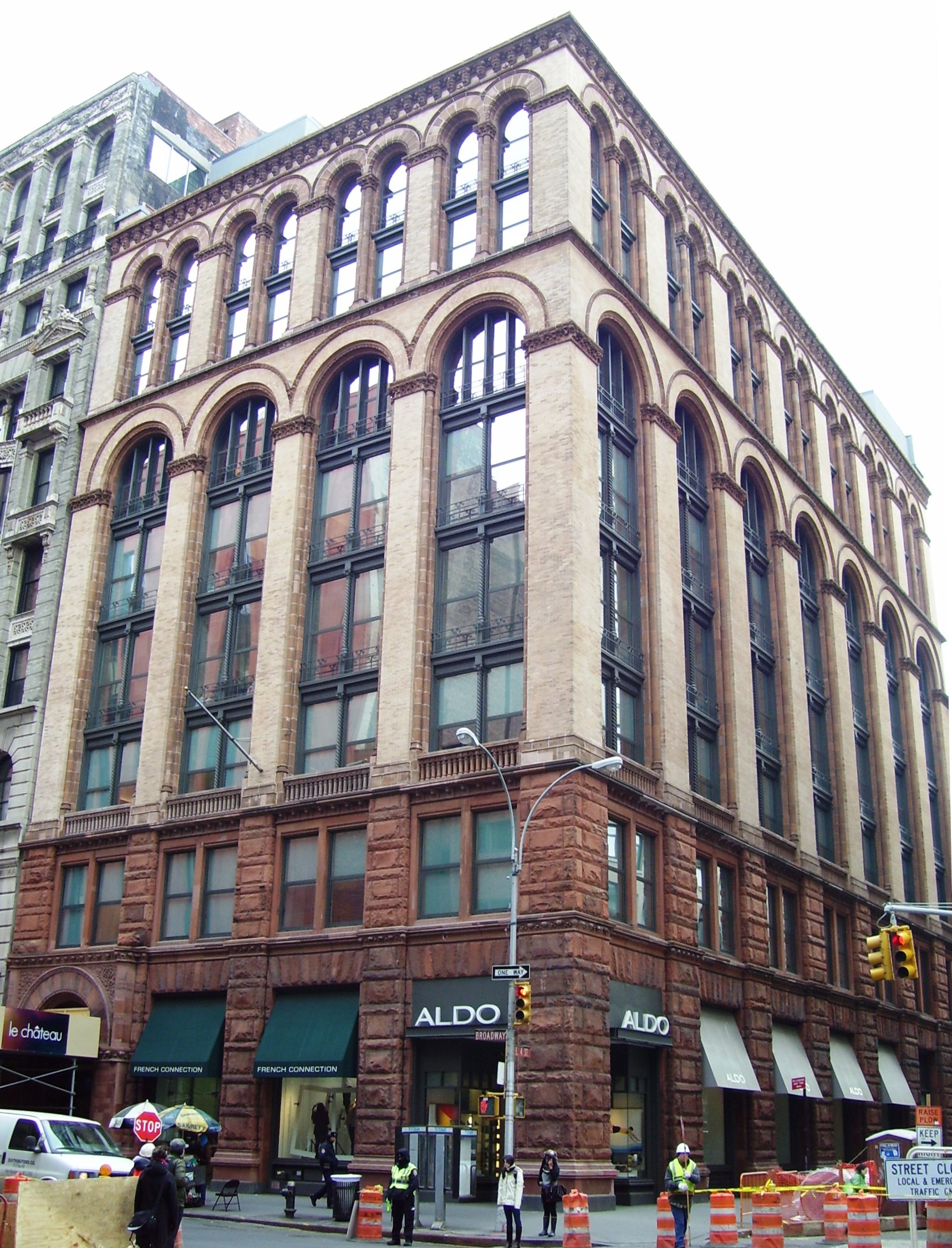
Hoofdkantoor van de National Audubon Society op Broadway in New York

De National Audubon Society, kortweg Audubon, is een Amerikaanse vereniging die zich inzet voor natuurbescherming, met een nadruk op de studie en bescherming van vogels.

## Geschiedenis
De landelijke vereniging ontstond uit een geheel van per staat georganiseerde Audubonverenigingen. Zo werden in 1895 Audubonclubs opgericht in Massachusetts en Pennsylvania waarna veel meer van dit soort clubs in andere staten ontstonden. In 1902 werd een nationaal overkoepelende commissie opgericht (The national committee of Audubon societies) die in 1905 naar buiten trad als:  The National Association of Audubon Societies for the Protection of Wild Birds and Animals. De vereniging is vernoemd naar de Frans-Amerikaanse ornitholoog en natuurvorser John James Audubon, die de vogels van Noord-Amerika beschreef, schilderde en catalogeerde in zijn boek The Birds of America.

## Doelstelling en activiteiten
De vereniging telt bijna 500 lokale afdelingen die elk als onafhankelijke non-profitorganisaties opereren onder vrijwillige associatie met de National Audubon Society. Er worden verschillende soorten activiteiten georganiseerd, waaronder veldexcursies. In december en februari organiseert Audubon nationale vogeltellingen, gebruikmakende van burgerwetenschap. De nationale kantoren bevinden zich in New York en Washington en er zijn staatskantoren in ongeveer de helft van de Amerikaanse staten. Daarnaast is Audubon de eigenaar en uitbater van een aantal natuurcentra in zowel grote steden als natuurreservaten. Het logo van de vereniging beeldt een grote zilverreiger in vlucht uit.
Om de twee maanden brengt de vereniging het tijdschrift Audubon uit. Daarnaast brengt de Audubon Society veldgidsen uit, die tegenwoordig ook als mobiele apps verkrijgbaar zijn.